# Enrico Cappa
Enrico (o Mario) Cappa (Novara, 1898 o 1903 – ...) è stato un calciatore italiano, di ruolo centrocampista.
Ha segnato il primo gol nella storia della Roma nella vittoria per 2-1 contro l’U.T.E. Tuttavia questo non è il primo gol "ufficiale" della storia giallorossa, dato che la partita era un’amichevole; se bisogna contare le partite ufficiali il record spetta a Luigi Ziroli.

## Carriera

### Giocatore

#### Club
Mette in mostra da giovanissimo le sue qualità realizzative a Novara, con una breve parentesi nello Stabia, e passa allo Spezia nell'anno del servizio militare.
Arriva alla Fortitudo nell'anno antecedente la nascita della Roma e proprio nelle amichevoli che precedono la fusione, si mette in mostra convincendo i dirigenti giallorossi a puntare su di lui.
Si trasferì alla Roma nel 1927, e segnò il primo gol in un'amichevole preparatoria contro l'Újpest, il 16 luglio dello stesso anno. Nell'unica stagione giocata con la squadra capitolina va a segno 4 volte in 15 partite giocate.

## Statistiche

### Presenze e reti nei club
Statistiche aggiornate al 31 dicembre 2014.
| Stagione        | Squadra         | Campionato      | Campionato | Campionato | Coppe nazionali | Coppe nazionali | Coppe nazionali | Coppe continentali | Coppe continentali | Coppe continentali | Totale | Totale |
| Stagione        | Squadra         | Comp            | Pres       | Reti       | Comp            | Pres            | Reti            | Comp               | Pres               | Reti               | Pres   | Reti   |
| --------------- | --------------- | --------------- | ---------- | ---------- | --------------- | --------------- | --------------- | ------------------ | ------------------ | ------------------ | ------ | ------ |
| 1926-1927       | Fortitudo       | DN              | 16+        | 3+         | -               | -               | -               | -                  | -                  | -                  | 16+    | 3+     |
| 1927-1928       | Roma            | DN              | 15         | 4          | CC              | 10              | 3               | -                  | -                  | -                  | 25     | 7      |
| Totale carriera | Totale carriera | Totale carriera | 31+        | 7+         |                 | 10+             | 3+              |                    | -                  | -                  | 41+    | 10+    |

## Palmarès

### Giocatore

#### Club
- Coppa CONI: 1

Roma: 1928